# Pristomyrmex thoracicus
Pristomyrmex thoracicus är en myrart som beskrevs av Taylor 1965. Pristomyrmex thoracicus ingår i släktet Pristomyrmex och familjen myror. Inga underarter finns listade i Catalogue of Life.